# 陈伟兰
陈伟兰（1949年—），上海人，汉族，陳雲的三女兒。中华人民共和国政治人物、第十一届全国人民代表大会上海地区代表。

## 生平
毕业于北京化工学院工业自动化专业，是中共党员。2008年，担任全国人大常委会委员、全国人大华侨委员会委员。